# Еме Сезер
 Еме-Фернан-Давид Сезер  (фр. Aimé Fernand David Césaire; 26 червня 1913, Бас-Пуент, Мартиніка — 17 квітня 2008, Фор-де-Франс) — французький (мартиніканський) письменник, поет і громадський діяч. Антіколоніаліст, прихильник незалежності Мартиніки, один з творців концепції негритюду.

## Біографія
Народився в багатодітній негритянській родині; його батько був чиновником, мати — кравчинею. Читати його навчила бабуся, одна з небагатьох грамотний жінок Мартиніки. У 1919—1924 роках навчався в школі в Бас-Пуенте, потім у Фор-де-Франс. У 1931 році Сезер переїхав до Парижа, де, поступив до престижного ліцей Луї-ле-Гран (Lycée Louis-le-Grand), познайомився з Леопольдом Сенгором, який згодом став великим Сенегальским письменником і першим президентом країни; їхня дружба тривала до смерті Сенгора в 2001 році.
Разом зі студентами з африканських країн, які також вчилися в Парижі, Сезер почав випускати журнал «Чорний студент» (L'Étudiant noir, 1934). На сторінках цього видання він вперше виклав концепцію негритюду — єдності чорної раси, поневоленої і розкиданої по світу в результаті колоніальної експансії європейців. Незважаючи на демонстративний виклик офіційній колоніальній ідеології, негритюд спочатку мав радше культурний характер і служив для відстоювання цінностей африканських народів, придушуваних колонізаторами. Сам Сезер заявляв: «Я належу до раси тих, кого пригнічують» (Je suis de la race de ceux qu'on opprime). В 1935 році він вступив до Еколь нормаль і, відпочиваючи в Далмації, почав працювати над «Щоденниками повернення в рідну країну» (Cahier d'un retour au pays natal ) — твором, з якого почалася його слава (завершено в 1938). У цій написаній вільним віршем поемі Сезер відстоював гідність своєї раси. Завершивши освіту, він разом з дружиною Сюзанною Руссі повернувся на Мартиніку йстав працювати викладачем у Форт-де-Франс, у ліцеї, який колись сам закінчив.
Під час війни Сезер видавав журнал "Тропіки " (Tropiques), що гостро критикував вішістский режим; журнал проіснував два роки (1941—1943) і був закритий по вимогу цензури. У цей же період на Мартиніку переїхав засновник сюрреалізму Андре Бретон ; знайомство з ним справило величезний вплив на творчість Сезера і привело його до табору сюрреалістів. Нова манера письма з'явилася вже наступній збірці віршів «Чарівна зброя» (Les Armes miraculeuses, 1946). Сюрреалізм розглядався Сезером як революційне мистецтво, що руйнує панування традиції і дає абсолютну свободу самовираження.
У 1945 році, балотуючись від партії комуністів, Сезер був вперше обраний мером Форт-де-Франса. На своєму посту він перебував аж до 2001 року. Першим його успіхом було визнання за Мартинікою прав департаменту Франції (1946). У 1947 році Сезер стає одним із засновників журналу «Présence africaine», що виражає ідеологію панафриканізму, через рік виходить складена ним «Антологія негритянської і малагасійської поезії» з передмовою Жана-Поля Сартра, який благословив рух негритюду. У знаменитій «Промові про колоніалізмі»(1950) Сезер прямо ставив знак рівності між колоніалізмом і нацизмом. Вийшовши з комуністичної партії через розбіжності навколо десталінізації (1956), він вступив в партію прогресистської Мартиніки і успішно балотувався в Національну асамблею. За роки, проведені на посаді мера, Сезер багато зробив для економічного і культурного розвитку міста і всього острова, періодично висловлюючись про необхідність перетворення Мартиніки в незалежну державу. Післявоєнна творчість Сезера тісно пов'язана з темами расової і культурної ідентичності, боротьби за права африканських народів (п'єси "Трагедія короля Крістофа « (1963) і „Сезон у Конго“ (1966), присвячена Патрісові Лумумбі, збірка поезій „Металеві кайдани“ (1960)). Сезер помер від гострої серцевої недостатності у лікарні Фор-де-Франса і був удостоєний державного похорону, на якому був присутній президент Франції Ніколя Саркозі.

## Пошанування
15 січня 2007 року за декретом міністра транспорту і туризму, Домініка Пербена, аеропорт в місті Фор-де-Франс „Ле Ламентен“ було перейменовано в „Аеропорт Мартиніки імені Еме Сезера“ (фр. Aéroport Martinique - Aimé Césaire).

## Твори
Проза
- 1939 Cahier d'un retour au pays natal, Revue Volontés n°20, 1939, Pierre Bordas 1947, Présence africaine, Paris, 1956.
- 1946 Les Armes miraculeuses, 1946, Gallimard, Paris, 1970
- 1947 Soleil cou coupé, 1947, Éditions K., Paris, 1948
- 1950 Corps perdu (gravures de Pablo Picasso), Éditions Fragrance, Paris, 1950
- 1960 Ferrements, Seuil, Paris, 1960, 1991
- 1961 Cadastre, Seuil, Paris, 1961
- 1976 Œuvres complètes (3 томи), Desormeaux, Fort-de-France, 1976

Поезія
- 1982 Moi, laminaire, Seuil, Paris, 1982
- 1994 La Poésie, Seuil, Paris, 1994. (повне зібрання поетичних творів).
- 2010 Sept poèmes reniés suivi de La Voix de la Martinique, édition bibliophilique (David Alliot éditeur), Paris, 2010

Драми
- 1958 Et les chiens se taisaient, Présence Africaine, Paris, 1958, 1997
- 1963 La Tragédie du roi Christophe, Présence Africaine, Paris, 1963, 1993
- Une saison au Congo, Seuil, Paris, 1966, 2001
- 1969 Une Tempête, d'après La Tempête de William Shakespeare: adaptation pour un théâtre nègre, Seuil, Paris, 1969, 1997

Есе
- 1948 Esclavage et colonisation, Presses Universitaires de France, Paris, 1948, réédition : Victor Schoelcher et l'abolition de l'esclavage, Éditions Le Capucin, Lectoure, 2004
- 1950 Discours sur le colonialisme, éditions Réclames, Paris, 1950 ; éditions Présence africaine, 1955
- 1987 Discours sur la négritude, 1987, Paris, Présence Africaine, 2004 (avec le Discours sur le colonialisme).

Історична розвідка
- 1962 Toussaint Louverture, La révolution Française et le problème colonial, Présence Africaine, Paris

Інтерв'ю
- 2004 Rencontre avec un nègre fondamental, Entretiens avec Patrice Louis, Arléa, Paris
- 2005 Nègre je suis, nègre je resterai, Entretiens avec Françoise Vergès, Albin Michel, Paris

Аудіозаписи
- 1994 Aimé Césaire, Hatier, Paris, Les Voix de l'écriture

## Українські переклади
Поезії Еме Сезера перекладав українською Михайло Москаленко. Див. журнал „Всесвіт“, 1988, № 10.